# 曼尼普爾獨立運動
曼尼普爾獨立運動是印度曼尼普尔邦分离主义组织與印度政府之间持续发生的武装冲突。是印度东北部更广泛的分離主義活動和民族衝突的一部分。

## 地理与人口
曼尼普尔邦的地形平原少，丘陵山地多。其首府即坐落于因帕尔平原上，居住在该地的人口占曼尼普尔邦半数以上，山地人口则相对稀疏。该地主体民族是梅泰族，占全邦人口七成左右。除梅泰人外，曼尼普尔邦还有包括那加部落、库基部落等二十余个居住在山区的部落，部落民占该邦人口三成左右，其中那加部落、库基部落占部落民大多数，是蒙古人种。

## 历史背景
梅泰人是曼尼普尔历史上的统治民族，其统治历史可追溯至公元33年曼尼普尔土邦的建立。1826年，英缅战争结束后，曼尼普尔邦成为英国殖民地。1891年英曼战争后，曼尼普尔王国被英国征服，成为英国的保护国。 
受印巴分治影响，曼尼普尔邦王公于1947年1月制订《尼普尔宪法》，宣告曼尼普尔君主立宪制共和国的成立。1949年9月21日，曼尼普尔王公与印度政府签订将曼尼普尔土邦并入印度的协议，并于10月将治理权交由印度政府。
1950年，印度宪法生效，曼尼普尔邦被规划为C类邦。1956年，印度邦级区划重组将曼尼普尔划入中央直辖区之一。1972年1月21日，曼尼普尔邦成立。

## 各方势力

### 梅泰人

#### 观点
梅泰人对1949年并入印度的历史事件不满，他们认为曼尼普尔1964年11月24日王公是被迫签署的并入协议，并认为曼尼普尔作为君主立宪制国家，国家领袖无权在不经内阁同意的情况下做出该决定，故主张该协议无效。

#### 组织
1964年11月24日，梅泰人最早的武装分离主义组织联合民族解放阵线成立，该组织主张建立一个独立的社会主义国家，组织规模在2000人至3500人间。其在1991年之前只是政治性组织，现下辖有武装分支曼尼普尔人民军。该组织自1996年开始积极吸引国际社会对其的注目，曾参与联合国的无代表国家和民族组织和原住民工作小组活动。
1978年9月25日，曼尼普尔人民解放军成立，该武装组织表示自己信仰毛泽东思想，主张建立一个以马克思列宁主义、毛泽东思想为指导的社会主义国家。目前该组织多数成员已经向印度政府投诚，被大赦并安排就业。其现有组织成员目前从事伏击军警等地下武装活动。
1977年至1980年间，还有康格雷帕克人民革命党（PREPAK）和康格雷帕克共产党（KCP）等组织成立并投入分离主义运动。

### 印度政府
1980年9月8日，印度政府对曼尼普尔邦实施武装部队特别权力法案，该地被宣布为骚乱地区，该法案目前仍然有效。 

### 那加人

#### 观点
那加人主张建立一个统一和自治的那加国。

#### 组织
曼尼普尔邦内的那加人在那加兰民族社会主义委员会中伊萨克-穆瓦哈派系的组织下，开展了偷袭政府军、警，绑架暗杀和敲诈勒索、袭击教堂、公共交通工具等行动。至1997年，那加兰民族社会主义委员会中的伊萨克-穆瓦哈派系与印度政府达成停火协议并寻求和平解决方案。

### 库基人

#### 观点
库基人主张将其聚居的山区从曼尼普尔邦中分离出去，建立一个属于库基人的新邦。

#### 组织
库基民族军

### 其余势力
受当地混乱而紧张的分离主义运动影响，邦内如钦族部落等部落开始组建属于自己的游击队以保护自身权益。

## 当前情况
与在印度东北部冲突的其他分离运动相比，曼尼普里武装分子的特点是投降率低且情报网络组织严密。他们还避免袭击当地警察人员从而争取当地民众的支持。 
强制摊派仍然是激进组织主要资金来源，寺庙、教育机构和企业是广为人知的非法征税目标。在NH-39 和 NH-53 国道上设立了多达 26 个永久性的征税检查站。据印度官方声称，反叛分子还绑架儿童并强制他们成为童兵。 非法征税是通过在 NH-39 和 NH-53 高速公路旁张贴的海报完成的。

## 时间线
- 2001年9月18日，在塔蒙隆县库普姆河谷的枪战中，印度军方打死5名曼尼普尔人民解放军成员[9]。
- 2003年2月10日，KYKL伏击导致5名边境安全部队人员在英帕尔-莫雷公路沿线的林岗塔比处死亡[10]。
- 2005年1月16日，安全部队在丘拉昌德布尔县的提奥唐·祖卡努处发现了一个曼尼普尔人民解放军营地。共缴获76支步枪、20支小型武器和大量弹药[9]。
- 2005年6月30日，5名警察和4名解放军叛乱分子在丘拉昌德布尔县的冲突中丧生。从死去的游击队员那里缴获了了收音机、武器和文件[9]。
- 2007年8月17日，警方在英帕尔三名议员的官邸逮捕了12名武装分子[10]。
- 2010年11月31日，印度当局在比哈尔邦的莫蒂哈里拘留了联阵主席拉杰库马尔·梅根[1]。
- 2011年4月15日，NSCN-IM 伏击导致8人死亡，6人受伤，受害者属于曼尼普尔邦立法议会和曼尼普尔邦警察[11]。
- 2011年8月1日，那加兰民族社会主义委员会中的伊萨克-穆瓦哈派系武装分子在英帕尔一处集市的一家理发店外引爆炸弹，造成5人死亡，8人受伤[11]。
- 2012 年4月30日，联合民族解放阵线、PULF、KYKL、PREPAK、KNLF、KCP、曼尼普尔人民解放军、UNPC、NSCN-IM、NSCN-K、UPPK 和 KRPA 和 KRF 的 103名武装分子在英帕尔西区的部长就职仪式上向首席部长投降[9]。
- 2013 年9月14日，一枚简易爆炸装置在因帕爾市一个安置农民工的帐篷内引爆，造成至少9人死亡、20人受伤[12]。
- 2015年2月20日，安全部队在望京和孔塔县进行了多次突袭，逮捕了5名PREPAK干部[13]。
- 2015年5月23日，安全部队开展了联合行动，三名武装分子被打死，一名被拘留[14]。
- 2015年6月4日，游击队在昌德爾縣伏击了一支军事车队，打死 18 名士兵，打伤 15 人。 UNLFW声称对这次袭击负责。 [15]
- 2015年6月9日，印度陸軍第21步兵营的操作员对缅甸进行跨境行动，导致大约 158 名武装分子死亡，其中包括6月4日袭击军队车队的人。6月4日，NSCN(K) 和 KYKL 武装在曼尼普尔邦和阿鲁纳恰尔邦发动袭击后，突击队深入缅甸境内几公里，摧毁藏在那里的两个武装营地 [16] [17] [18] [19]。
- 2016年5月22日，武装分子在曼尼普尔邦伏击并击毙了6名印度准军事士兵[20]。